# Melanargia ruscinonensis
Melanargia ruscinonensis är en fjärilsart som beskrevs av Charles Oberthür och Constant Vincent Houlbert. Melanargia ruscinonensis ingår i släktet Melanargia och familjen praktfjärilar. Inga underarter finns listade i Catalogue of Life.